# Lunenburg
A Cidade Antiga de Lunenburg é um Património Mundial (desde 1995) que se situa em Nova Escócia, no Canadá. Esta designação garante que a arquitectura única de Lunenburg fique protegida, sendo um dos melhores exemplos do planeamento das colónias britânicas na América do Norte.
Lunenburg foi fundada em 1753, e, em honra do rei da Grã-Bretanha e Irlanda (Jorge II), que possuía o Ducado de Brunsvique-Luneburgo.

## Ver Também
- Lista do Património Mundial na América

## Ligações Externas
- (em inglês)Old Town Lunenburg - World Heritage Centre